# Koslowdwergspringmuis
De koslowdwergspringmuis (Salpingotus crassicauda)  is een zoogdier uit de familie van de jerboa's (Dipodidae). De wetenschappelijke naam van de soort werd voor het eerst geldig gepubliceerd door Boris Vinogradov in 1924.

## Voorkomen
De soort komt voor in China, Kazachstan en Mongolië.